# Volkhard Krech
Volkhard Krech (* 18. November 1962 in Bochum) ist Professor für Religionswissenschaft an der Ruhr-Universität Bochum, Direktor des Centrums für Religionswissenschaftliche Studien (CERES) und Sprecher des Sonderforschungsbereichs „Metaphern der Religion“. Zudem war er zwischen 2008 und 2019 Direktor des Käte Hamburger Kollegs „Dynamiken der Religionsgeschichte“.

## Leben
Volkhard Krech studierte Evangelische Theologie, Religionswissenschaft, Soziologie und Philosophie in Heidelberg und Bielefeld. An der soziologischen Fakultät der Universität Bielefeld promovierte er 1995 zu Georg Simmels Religionstheorie und habilitierte sich 2001 mit einer Arbeit zum Thema Religion in der modernen Gesellschaft. Von 1995 bis 2004 war er Referent für Religionssoziologie an der Forschungsstätte der Evangelischen Studiengemeinschaft (FEST). Seit 2004 ist Volkhard Krech Universitätsprofessor an der Ruhr-Universität Bochum.

## Forschungsschwerpunkte
- Theorie der Religionsgeschichte
- Religiöser Pluralismus und Globalisierung
- Sakralisierung
- Religion und Gewalt
- Religion und Kunst
- Wissenschaftsgeschichte der Religionsforschung

## Schriften

### Monografien
- Georg Simmels Religionstheorie. Mohr Siebeck, Tübingen 1998, ISBN 3-16-147031-1.
- Religionssoziologie. Transcript Verlag, Bielefeld 1999, ISBN 3-933127-07-6.
- Wissenschaft und Religion. Studien zur Geschichte der Religionsforschung in Deutschland 1871 bis 1933. Mohr Siebeck, Tübingen 2002, ISBN 3-16-147755-3.
- Götterdämmerung. Auf der Suche nach Religion. Transcript Verlag, Bielefeld 2003, ISBN 3-89942-100-0.
- mit Reinhard Hoeps, Valeska von Rosen und Gunter Scholtz: Gott ist tot!? Ein Gespräch über zwölf Werke europäischer Malerei um und über Jesus Christus. Kerber Verlag, Bielefeld 2007, ISBN 978-3-86678-112-2.
- Georg Simmel: Die Religion. Metropolis-Verlag, Marburg 2011, ISBN 978-3-89518-812-1.
- Wo bleibt die Religion? Zur Ambivalenz des Religiösen in der modernen Gesellschaft. Transcript Verlag, Bielefeld 2011, ISBN 978-3-8376-1850-1.
- Die Evolution der Religion. Ein soziologischer Grundriss. Transcript Verlag, Bielefeld 2021, ISBN 978-3-8376-5785-2 (online).

### Herausgeberschaften
- mit Alessandro Cavalli: Georg Simmel, Gesammelte Aufsätze und Abhandlungen 1900–1908, Band II (Georg Simmel–Gesamtausgabe, Band 8). Suhrkamp, Frankfurt am Main 1993, ISBN 3-518-28408-8.
- mit Hartmann Tyrell: Religionssoziologie um 1900. Ergon, Würzburg 1995, 2. Aufl. 2003, ISBN 3-928034-57-X.
- mit Michael Behr und Gert Schmidt: Georg Simmel, Philosophie der Mode (1905). Die Religion (1906/21912). Kant und Goethe (1906/31916). Schopenhauer und Nietzsche (1907) (Georg Simmel-Gesamtausgabe, Band 10). Suhrkamp, Frankfurt am Main 1995, ISBN 3-518-28410-X.
- mit Hubert Knoblauch und Monika Wohlrab-Sahr: Religiöse Konversion. Systematische und fallorientierte Studien in soziologischer Perspektive. UVK, Konstanz 1998, ISBN 3-87940-559-X.
- mit Hartmann Tyrell und Hubert Knoblauch: Religion als Kommunikation. Ergon, Würzburg 1998, ISBN 3-932004-38-8.
- mit Richard Faber: Kunst und Religion. Studien zur Kultursoziologie und Kulturgeschichte. Königshausen & Neumann, Würzburg 1999, ISBN 3-8260-1553-3.
- mit Manfred Bauschulte und Hilge Landweer: Wege – Bilder – Spiele. Festschrift zum 60. Geburtstag von Jürgen Frese. Aisthesis, Bielefeld 1999, ISBN 3-89528-209-X.
- mit Hans Diefenbacher und Hans-Richard Reuter: Für eine Zukunft in Solidarität und Gerechtigkeit. Stellungnahmen zum gemeinsamen Wort der Kirchen zur wirtschaftlichen und sozialen Lage in Deutschland (Kirchliches Jahrbuch 2/1997). Gütersloher Verlagshaus, Gütersloh 2000.
- mit Richard Faber: Kunst und Religion im 20. Jahrhundert. Königshausen & Neumann, Würzburg 2001, ISBN 3-8260-2109-6.
- mit Yossef Schwartz: Religious Apologetics – Philosophical Argumentation. Mohr Siebeck, Tübingen 2004, ISBN 3-16-148310-3.
- mit Markus Hero und Helmut Zander: Religiöse Vielfalt in Nordrhein-Westfalen. Empirische Befunde und Perspektiven der Globalisierung vor Ort. Schöningh, Paderborn 2008, ISBN 978-3-506-76456-0.
- mit Marion Steinicke: Dynamics in the History of Religions between Asia and Europe in Past and Present Times (Dynamics in the History of Religions, vol. 1). Brill, Leiden 2011, ISBN 978-90-04-18500-5.
- mit Hartmann Tyrell: Religionssoziologie um 1900. Eine Fortsetzung (Religion in der Gesellschaft, Band 48). Ergon, Baden-Baden 2020.